# Spherillo pomarius
Spherillo pomarius är en kräftdjursart som beskrevs av Jackson 1930. Spherillo pomarius ingår i släktet Spherillo och familjen Armadillidae. Inga underarter finns listade i Catalogue of Life.